# Imma
Imma ist ein überwiegend weiblicher Vorname.

## Herkunft und Bedeutung
Für den Namen Imma kommen verschiedene Herleitungen in Frage:
- italienische und katalanische Kurzform von Immaculada[1]
- polnische und estnische Kurzform von Irmingard[2]
- niederdeutsche Variante von Emma bzw. Irma[3]
- Koseform von Ingeborg[3]

Als männlicher Name kommt Imma als finnische Koseform von Immanuel, Ismael und Ilmari vor.

## Namensträgerinnen
- Imma I., Äbtissin des Damenstifts Herford
- Imma von Bodmershof (1895–1982), österreichische Schriftstellerin
- Imma Tor Faus (* 1966), andorranische Diplomatin
- Imma Grolimund (1872–1944), Schweizer Schriftstellerin
- Imma Hillerich (* 1954), deutsche Lehrerin, Ministerialbeamtin und Politikerin
- Maria Imma Mack (1924–2006), Ordensschwester